# たつた (護衛艦)
たつた（ローマ字：JS Tatsuta, FFM-11）は、海上自衛隊の護衛艦。もがみ型護衛艦の11番艦。艦名は奈良県生駒市付近を流れる大和川の支流竜田川に由来する。この名を受け継いだ日本の艦艇としては、大日本帝国海軍の水雷砲艦「龍田」、天龍型軽巡洋艦の2番艦「龍田」に続き3代目にあたり、海上自衛隊の艦艇では初の命名である。
本記事は、本艦の艦歴について主に取り扱っているため、性能や装備等の概要についてはもがみ型護衛艦を参照されたい。

## 艦歴
中期防衛力整備計画に基づく令和5年度計画護衛艦として、三菱重工業に発注され、2024年7月3日に三菱重工業長崎造船所で起工、2025年7月2日に命名され進水した。今後、艤装や各種試験を実施したのち、2026年12月に就役する予定。

### 歴代艦長
進水時点では、クルー制導入のため艤装員長は決められなかった。
| 代   | 氏名 | 在任期間 | 出身校・期 | 前職 | 後職 | 備考 |
| 艦長 | 艦長 | 艦長     | 艦長       | 艦長 | 艦長 | 艦長 |
| ---- | ---- | -------- | ---------- | ---- | ---- | ---- |
| 1    |      |          |            |      |      |      |